# Victor Eckert
Victor Eckert (* 2. Juli 1887 in Heidelberg; † 12. Februar 1958 in Berlin) war ein deutscher Intendant und Theaterdirektor.

## Leben und Werk
Er war der Sohn des Kaufmanns Ludwig Eckert. Nach dem Besuch des Gymnasiums in Heidelberg studierte er an der dortigen Universität und promovierte 1909 zum Dr. phil.
1911 legte Victor Eckert das badische Staatsexamen ab und absolvierte ein Lehramtspraktikum in Mannheim. Von 1912 bis 1913 war er als Regisseur und Dramaturg am Stadttheater Darmstadt tätig. Danach wechselte er für ein Jahr an das Stadttheater Chemnitz und 1914 an das Schauspielhaus nach Dresden. 1917 wurde er Theaterleiter in Aussig und Teplitz-Schönau im Königreich Böhmen, wechselte dann nach Stettin und nach Plauen im Vogtland. Ab 1926 war Victor Eckert Direktor des Operettentheaters in Leipzig.
Im Jahr seines Todes 1958 gab er das von ihm übersetzte Werk von Helena Petrowna Blavatsky Die Geheimlehre. Das Heilige Buch der Theosophischen Brüderschaft, in Berlin heraus.

## Veröffentlichungen (Auswahl)
- Beiträge zur Geschichte des Gerundivs im Deutschen. Diss. Heidelberg 1909.
- Heidelberg – eine Theaterstadt??!, in: General-Anzeiger der Stadt Mannheim und Umgebung Nr. 478, 13. Oktober 1911, S. 2.
- Richard Wagner und die polnischen Patrioten, in: Begegnung mit Polen. Düsseldorf 1967.